# 小林慶一郎
小林 慶一郎（こばやし けいいちろう、1966年 - ）は、日本の経済学者。専門はマクロ経済学、経済動学、金融論。東京財団政策研究所研究主幹。慶應義塾大学経済学部教授。財政制度等審議会委員、新型コロナウイルス感染症対策等の政府諮問機関、基本的対処方針等諮問委員会委員、新型コロナウイルス感染症対策分科会メンバー。

## 人物
シカゴ大学大学院博士課程修了。シカゴ大学での指導教官はロバート・ルーカス。
2020年3月、新型コロナは長期的に産業構造の転換をもたらすと強調。急激に業績が悪化した企業への支援とともに、廃業や倒産を促す政策も組み合わせることが必要だと訴えた提言を複数の他経済学者らと共同でまとめた。
6月、新型コロナ経済対策での給付金などの新たな財源案としてトービン税（為替取引税）、金融取引税などの導入を同東京財団政策研究所の佐藤主光などと共に提言している。

## 略歴

### 学歴
- 1985年 淳心学院中学校・高等学校卒業
- 1989年 東京大学工学部計数工学科卒業
- 1991年 東京大学大学院工学系研究科修士課程修了（数理工学専攻）
- 1998年 シカゴ大学大学院経済学研究科博士課程修了（経済学）

### 職歴
- 1991年 通商産業省入省（産業政策局）
- 2001年 - 2007年6月 経済産業研究所研究員
- 2003年1月 - 2007年6月 朝日新聞客員論説委員
- 2005年4月 - 中央大学公共政策研究科客員教授
- 2007年4月 - 2009年3月 京都大学経済研究所非常勤講師
- 2007年6月 - 2008年3月 国際大学GLOCOM主幹研究員
- 2007年6月 - 2013年3月 経済産業研究所上席研究員
- 2009年4月 - キヤノングローバル戦略研究所研究主幹
- 2009年4月 - 東京財団上席研究員
- 2010年4月 - 2010年9月 慶應義塾大学大学院経済学研究科大学特別招聘教授
- 2010年8月 - 2013年3月 一橋大学経済研究所世代間問題研究機構教授（産学官連携融合事業（経済産業省））[6]
- 2013年4月 - 慶應義塾大学経済学部教授[7]
- 2013年4月 - 経済産業研究所ファカルティフェロー
- 2019年4月 - 東京財団政策研究所研究主幹[7]
- 2020年5月 - 東京経済研究センター代表理事[8]
- 2020年7月 - 新型インフルエンザ等対策閣僚会議新型インフルエンザ等対策有識者会議新型コロナウイルス感染症対策分科会委員[9]

## 著作とメディア

### 主な著作物
- 『財政と民主主義 ポピュリズムは債務危機への道か』（共著、日本経済新聞出版社）
- 「バランスシート不況のマクロ経済論」（所収：吉川洋＋通商産業研究所編集委員会編『マクロ経済政策の課題と争点』東洋経済新報社）
- 「問題先送りによる長期経済停滞」（深尾光洋、吉川洋編『ゼロ金利と日本経済』日本経済新聞社所収）
- 『日本経済の罠　-　なぜ日本は長期低迷を抜け出せないのか』（共著、日本経済新聞社）
- 『バランスシート再建の経済学』（共編）東洋経済新報社
- 『逃避の代償　―　物価下落と経済危機の解明』日本経済新聞社
- 『経済ニュースの読み方』朝日新聞社
- The Division of Labor, the Extent of the Market, and Economic Growth (Ph.D. Dissertation, University of Chicago)

### 主なコラムと掲載
- 2017.02.20 「（エコノミックトレンド）「合理的期待仮説」次の課題 」（日経新聞　経済教室）
- 2016.10.17  「（エコノミックトレンド）デフレ期待は「将来不安」」（日経新聞　経済教室）
- 2016.10.09  「日本国債　小林慶一郎氏・御厨貴氏が語る 」（日経新聞　特集対談）
- 2016.10.09  「対談　日本の危機的財政　責任はどこにあるか」（日経新聞　特集対談 映像）
- 2016.06.23 「財政論議、20年で振り出しに－政治システムの変革必要－」（日経新聞　経済教室）
- 2016.03.01 「格差拡大、成長に悪影響？」（日経新聞　経済教室）
- 2015.10.21 「仮想通貨の技術的可能性」（日経新聞　経済教室）
- 2015.08.13 「香川俊介さんを悼む」
- 2015.07.14 「ギリシャ危機と、嵐を呼ぶ（？）上海道中記－より本格的な危機になるのは中国のバブル崩壊－」

### 出演番組
- 2017.03.10　「政治リスクの再点検」（夜エクスプレス　NIKKEI CNBC)

## 受賞歴
- 2001年 - 日経・経済図書文化賞（「日本経済の罠」）
- 2002年 - 大佛次郎論壇賞奨励賞（「日本経済の罠」）